# Кен Лівінгстон
Кен (Кеннет Роберт) Лівінгстон (англ. Ken (Kenneth Robert) Livingstone) на прізвисько Червоний Кен; нар. 17 червня 1945, Лондон) — британський політичний діяч, мер Лондона з 4 травня 2000 до 4 травня 2008, представник лівого крила Лейбористської партії.
З 21 вересня 1984 по 31 березня 1986 очолював Раду Великого Лондона (англ. Greater London Council), ліквідована з ініціативи уряду Маргарет Тетчер, що заснував посаду «королівського міністра у справах Лондона».

## Біографія
Лівінгстон народився в Південному Лондоні, 17 червня 1945 року. Його батько був майстром на кораблі, а мати у молодості працювала акробатичною танцівницею. Сім'я була номінально англіканською, хоча Лівінгстон відмовився від християнства, коли йому було 11, ставши атеїстом.
Лівінгстон отримав середню освіту в загальноосвітній школі Tulse Hill.
З 1962 по 1970 роки він працював техніком в дослідницькій лабораторії раку Честера в Фулемі, доглядаючи за тваринами, що використовувались в експериментах. Більшість техніків були соціалістами, і Лівінгстон допоміг заснувати відділення асоціації наукових, технічних і управлінських співробітників для боротьби зі звільненнями, що здійснювалися босами компанії. В 1966 році разом з друзями, Лівінгстон відвідав Алжир, Нігер, Нігерію, Гану та Того. Повертаючись додому, він взяв участь в декількох маршах протесту в складі озброєння проти війни у В'єтнамі, стаючи все більш зацікавленим політикою.
Лівінгстон приєднався до Лейбористської партії в березні 1968 року, коли йому було 23 роки.

## Діяльність на посаді мера
У 2000 році, на тлі конфлікту з власною партією, балотувався на новостворену посаду мера Лондона як незалежний кандидат, вигравши з 57,9 % голосів проти 42,1 % у консерватора Стівена Норріса.
На виборах мера у 2004 році офіційно представляв Лейбористську партію, вигравши у консерватора Стівена Норріса з 55,4 % голосів проти 44,6 %.
Кену Лівінгстону вдалося пом'якшити проблему транспортних пробок, здешевити проїзд за допомогою введення єдиної картки «Oyster card» і частково призупинити приватизацію громадського транспорту, крім метро. Він відстоював мультикультурність міста і сприяв проведенню фестивалів різних національних і релігійних громад, а також ініціював ряд проектів по захисту навколишнього середовища, зокрема, «Енергетичну стратегію», що передбачала скорочення до 2010 року викидів вуглекислого газу на 20 % по відношенню до показника 1990 року.
Восени 2004 року в Лондоні пройшов Європейський соціальний форум, перед відкриттям якого Кен Лівінгстон виступив перед делегатами з закликами до боротьби з імперіалізмом і неолібералізмом. Лівінгстон брав активну участь в кампанії «Руки геть від Венесуели!» і особисто запрошував до Лондона Уго Чавеса. У команді радників і помічників Лівінгстона були представлені антикапіталістичні ліві з троцькістської Соціалістичної ліги (більш відомої як «Socialist Action»), включаючи Джона Росса, Редмонда О'Ніла і економіста Алана Фрімана.
Одночасно повноваження місцевого самоврядування були серйозно урізані порівняно з 1980-ми роками, що унеможливлювало для мера Лівінгстона можливість контролювати багато сфер життя міста (включаючи Лондонський метрополітен), без участі уряду Тоні Блера. Лівінгстон в 2003 році, напередодні виборів мера, був прийнятий назад в Лейбористську партію і став її офіційним кандидатом, оскільки спочатку запропонована лейбористами кандидатура Ніки Гаврон не користувалася суспільною підтримкою. Подальші розбіжності Лівінгстона з лівими були посилені тим, що мерія не змогла стримати зростання цін на нерухомість, а муніципальна політика ставала все більш консервативною.
Лівінгстон, потрапляв в 1980-ті роки в скандали в зв'язку із захистом права населення Північної Ірландії на самовизначення і симпатії до Ірландської республіканської армії. На посаді мера він підтримував антитерористичні заходи поліції і уряду, зокрема, виступив з виправданням дій поліцейських, які розстріляли в лондонському метро після терактів 2005 року під виглядом «небезпечного арабського терориста» 27-річного бразильського електрика Жана Шарля де Менезіс.
У другому турі виборів 1 травня 2008 програв Борису Джонсону від Консервативної партії (46,8 % голосів проти 53,2 % у Джонсона). Знову програв Джонсону в 2012 році. У проміжку між невдалими для нього виборами 28 серпня 2008 року було оголошено, що Лівінгстон стане радником з міського планування в Каракасі.